# Шанија
Шанија (фр. Chaniat) насеље је и општина у централној Француској у региону Оверња, у департману Горња Лоара која припада префектури Бријуд.
По подацима из 2011. године у општини је живело 162 становника, а густина насељености је износила 11,63 становника/km². Општина се простире на површини од 13,93 km². Налази се на средњој надморској висини од 649 метара (максималној 869 m, а минималној 454 m).

## Демографија
| 1962. | 1968. | 1975. | 1982. | 1990. | 1999. | 2011. |
| ----- | ----- | ----- | ----- | ----- | ----- | ----- |
| 156   | 181   | 183   | 172   | 153   | 133   | 162   |

График промене броја становника у току последњих година